# Paraxylogenes pistaciae
Paraxylogenes pistaciae är en skalbaggsart som beskrevs av Damoisseau 1968. Paraxylogenes pistaciae ingår i släktet Paraxylogenes och familjen kapuschongbaggar. Inga underarter finns listade i Catalogue of Life.

## Bildgalleri

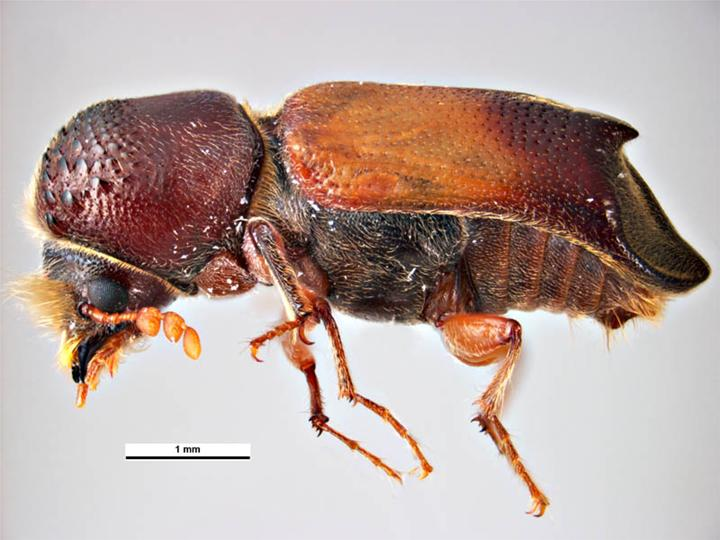